# Моє так зване життя
«Моє так зване життя» (англ. My So-Called Life) — американський мелодраматичний телесеріал. Дата виходу: 25 серпня 1994 (США). За період з 25 серпня 1994 по 26 січня 1995 року було зреалізовано 1 сезон, що складався з 19 серій тривалістю 47 хвилини.

## Сюжет
Реалістичний американський підлітковий серіал, у центрі якого 15-річна дівчинка та її підліткові випробування, негаразди і справи з друзями, хлопцями, батьками та школою.